# Carrasco

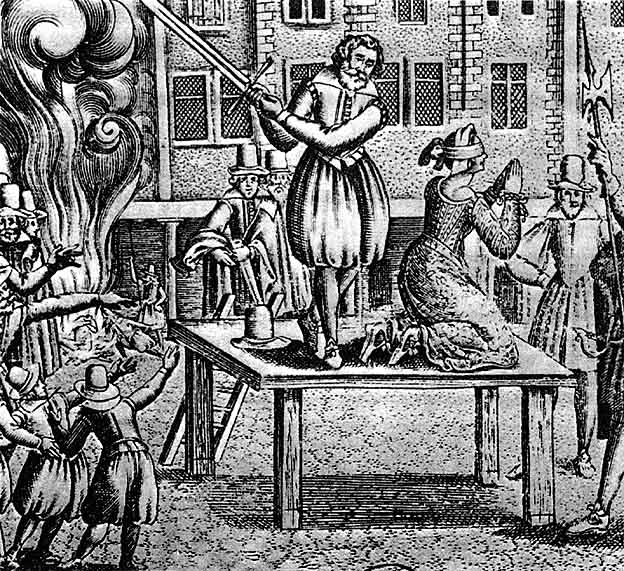
Carrasco a executar uma condenada (execução de Leonora Dori em 1617).

Carrasco, algoz, executor ou verdugo são nomes dados ao funcionário diretamente encarregado da execução de uma sentença de pena de morte. No caso do enforcamento, por exemplo, é o carrasco quem empurra o condenado para que ele morra pendurado.

## Etimologia
O termo carrasco é originário do nome de Belchior Nunes Carrasco, um famoso verdugo português que trabalhou em Lisboa.

## Responsabilidades e Deveres

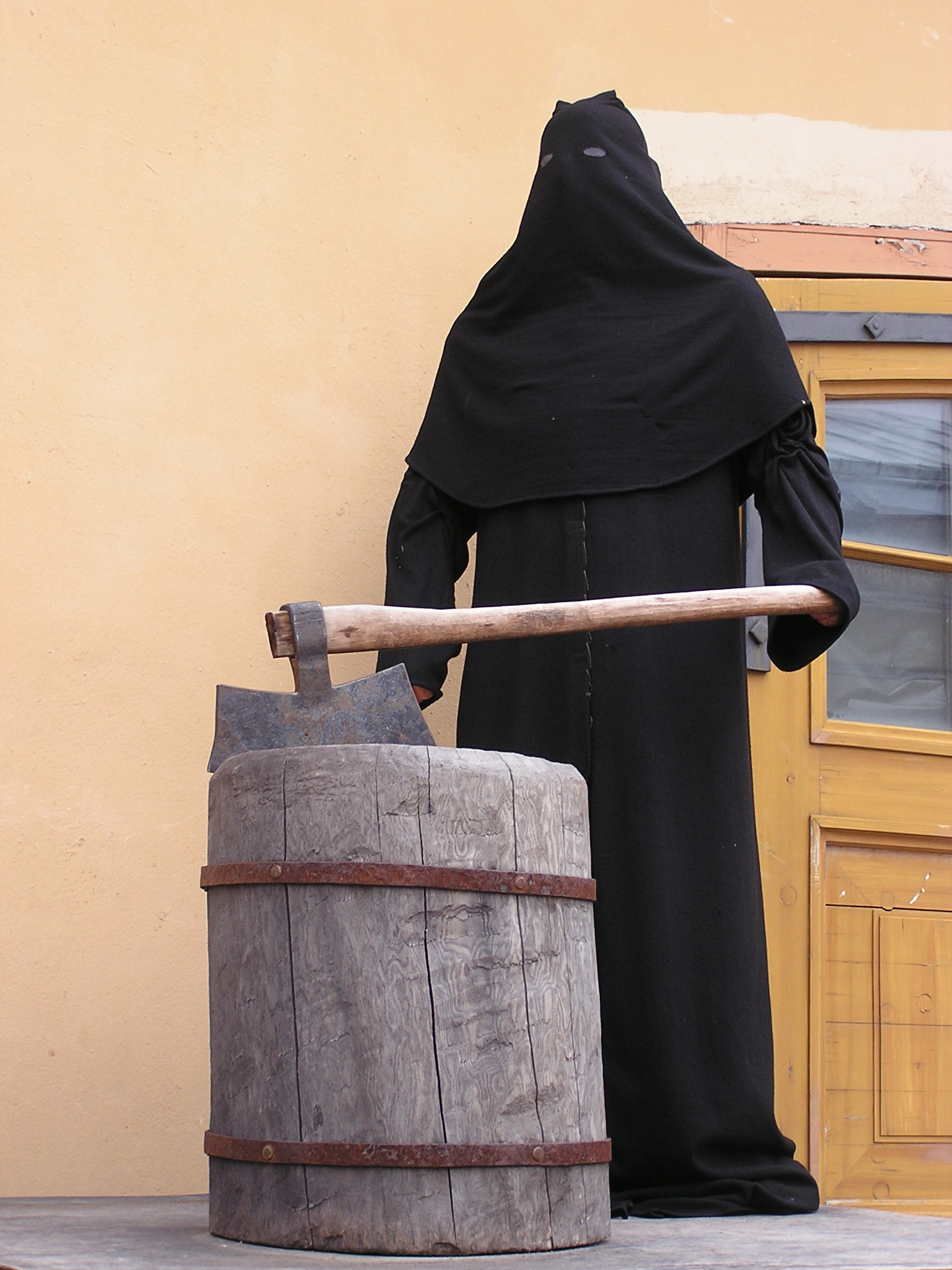
Representação simbólica de um carrasco medieval encapuzado na Fortaleza de São Pedro e São Paulo, São Petersburgo, Rússia.

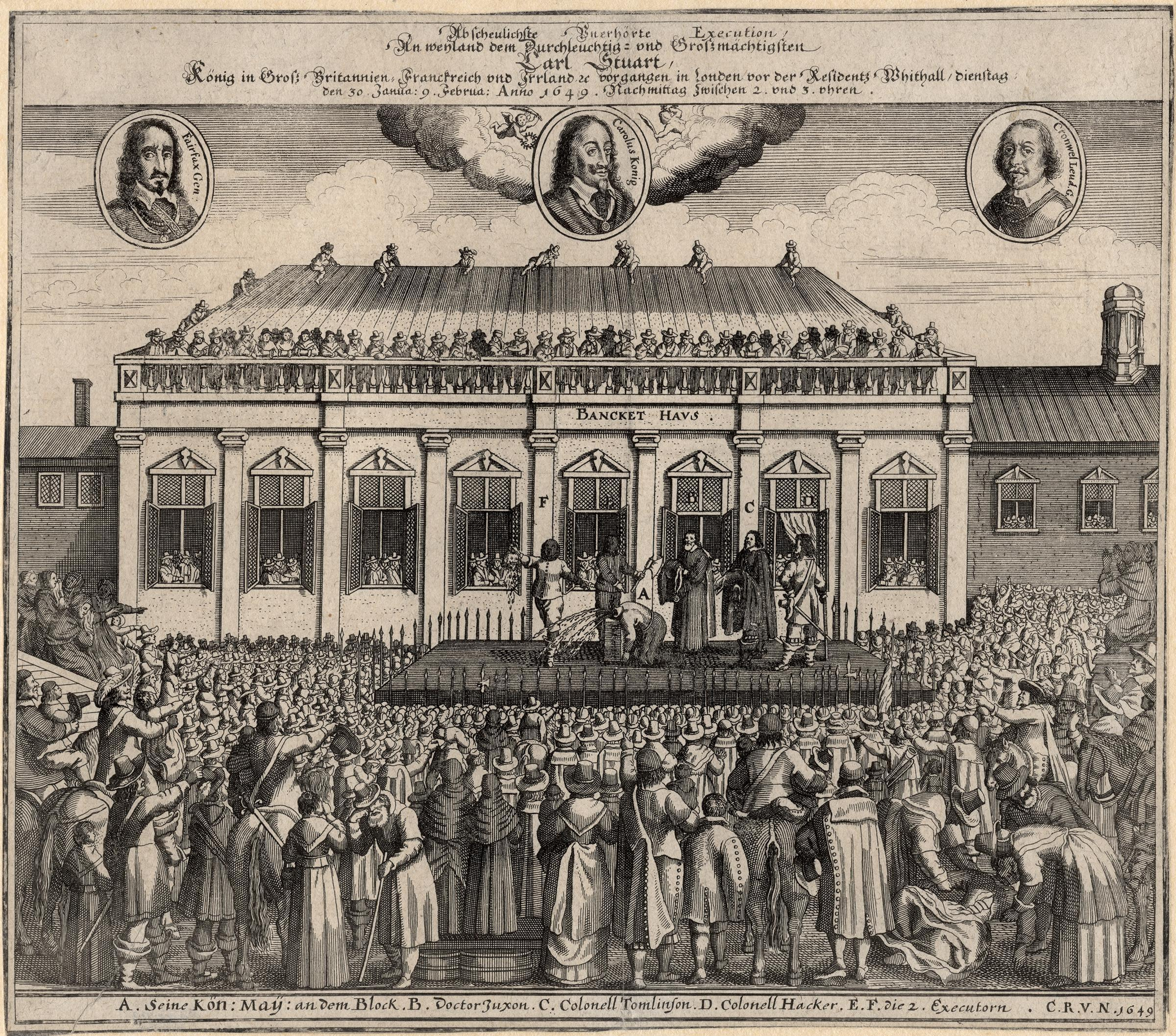
Execução do Rei Carlos I ocorreu em Londres no dia 30 de Janeiro, 1649.

O carrasco normalmente recebia um mandado autorizando ou ordenando que proferisse a sentença. O mandado impede o algoz de ser acusado de assassinato. Pseudônimos costumavam ser dados aos executores com base em suas formas de punição—por mais que comumente praticassem outras formas de execução—sendo um exemplo os decapitadores. No exército, a função de carrasco era exercida por um soldado, tal como um reitor. Um estereótipo comum de um executor é uma figura encapuzada medieval ou um executor absolutista. Simbólico ou real, os carrascos raramente usavam capuzes, tampouco vestiam somente preto; capuzes eram somente utilizados quando havia-se a necessidade de manter anônima a identidade do executor. A escritora e crítica literária britânica Hilary Mantel disse em uma de suas aulas, "Por que um carrasco usaria uma máscara se todos sabiam quem ele era?"
Muitos carrascos eram profissionais especializados que iam de uma região à outra para cumprir com o seus deveres, devido às execuções raramente serem muito numerosas. Nestas regiões, um executor principal também administravam castigos corporais, ou aplicavam a tortura. Na idade média, muitas das vezes também coletavam e limpavam carcaças de fazendas privadas ou ruas públicas como forma de renda complementar, dado que o pagamento das raras execuções não bastava para a sobrevivência do algoz.
Na Europa medieval os carrascos também cobravam impostos de leprosos e prostitutas, além de controlar as casas de jogos. Também eram encarregados de limpar latrinas, fossos e descartar restos animais.
O termo executor também abrange os que aplicam punição física severa que não costumam matar, mas podem levar a morte.

As execuções na França (a guilhotina já era utilizada desde a Revolução Francesa) persistiram até 1977; e a República Francesa teve um carrasco oficial; seu último, Marcel Chevalier, exerceu a função até que a pena de morte na França viesse a ser proibida, 4 anos depois, em 1981.